# Magdalis cerasi
Magdalis cerasi är en skalbaggsart som först beskrevs av Carl von Linné 1758.  Magdalis cerasi ingår i släktet Magdalis, och familjen vivlar. Arten är reproducerande i Sverige.